# Claus Schall
Claus Schall (28 de abril de 1757-10 de agosto de 1835) fue un violinista y compositor danés, especialmente recordado por haber sido el profesor de Holger Simon Paulli (1810-1891), el director de orquesta de la Orquesta Real Danesa, que estrenó el concierto para piano en la menor de Edvard Grieg (1843-1907), el 3 de abril de 1869.

## Obras
Compuso varios ballet y obras para violín.